# Ngành Nấm đảm
Ngành Nấm đảm (danh pháp khoa học: Basidiomycota), là một ngành nấm lớn; ngành này, cùng với Ascomycota (nấm túi) và Entorrhizomycota tạo nên phân giới Dikarya (nấm bậc cao) thuộc giới Nấm (Fungi).

## Phân loại
Theo truyền thống, Basidiomycota được chia ra thành 2 lớp, nay không dùng nữa:
- Homobasidiomycetes bao gồm các loài nấm lớn thực sự.
- Heterobasidiomycetes.